# ECHO IV
Az ECHO IV vagy ECHO 4 (Electronic Computing Home Operator, vagyis elektronikus számítást végző otthonüzemeltető) egy személyi számítógép prototípusa, amelyet James (Jim) Sutherland, a Westinghouse Electric mérnöke fejlesztett ki az 1960-as évek közepén (1965-1966).

## Története
James Sutherland az amerikai Westinghouse Electric cégnél dolgozott mérnökként, fosszilis és atomerőművi vezérlőrendszereket tervezett. 1959-ben a cég megépített egy PRODAC IV nevű számítógépet (Shutherland volt az aritmetikai logikai egység tervezője), destruktív kiolvasású magmemóriával és NOR logikával.
Amikor a PRODAC IV-et az UNIVAC-konstrukció váltotta fel, a Westinghouse vezérlő hardver egy részét feleslegnek nyilvánították 1965-ben.  Sutherland felhasználta a felesleges kártyákat és memóriát egy otthoni számítógép, az ECHO IV (a "IV" az ECHO IV-ben a PRODAC IV-ből származott) megépítéséhez. 1966-ban mutatták be először a nyilvánosságnak.
A számítógép 1976-ig Sutherland házában működött, majd 1984-ben a bostoni Computer Museumnak adományozták.

## Műszaki adatok
- Processzor
  - Tranzisztoros[7] (2N404), RTL NOR logikai elemekkel [8][9]
  - 120 áramköri modul[5] [10]
  - 18 parancs
  - 4 regiszter
- Összeadás ideje: 216 μs
- Órajelfrekvencia: 160 kHz[11][5] [10]
- Fő memória:
  - 8192 15 bites szó,[4][7][10] mágneses mag[5]
- Bemenet/kimenet:
  - papírszalag-olvasó és -lyukasztó
  - IBM Selectric írógép alkatrészeiből készült billentyűzet
  - Kleinschmidt teleprinter
- Fizikai specifikációk:
  - Négy nagy faszekrény,[4] mindegyik hozzávetőleges mérete:
    - Szélesség: 4 láb (122 cm)
    - Magasság: 6 láb (183 cm)
    - Mélység: 2 láb[7] (61 cm)

  - Súly: körülbelül 800 font (360 kg)[4]

## Felhasználás
- Könyvelés
- Háztartási leltár
- Naptár
- A ház összes digitális órájának kezelése
- Valós idejű óra 1 másodperces késleltetéssel
- Klímamenedzsment
- TV és televíziós antennák kezelése; iskolai estéken a gyerekeknek kérdésekre kellett válaszolniuk, ha tévét akartak nézni
- Meteorológiai program az ECHO IV-hez kapcsolt meteorológiai állomás adatainak olvasására és tárolására, valamint időjárás-előrejelzés[12]

## Fordítás
Ez a szócikk részben vagy egészben  az   ECHO IV című angol Wikipédia-szócikk ezen változatának fordításán alapul.  Az eredeti cikk szerkesztőit annak laptörténete sorolja fel. Ez a jelzés csupán a megfogalmazás eredetét és a szerzői jogokat jelzi, nem szolgál a cikkben szereplő információk forrásmegjelöléseként.

## Bibliográfia
- Cortesi (2015. szeptember 1.). „The First Home Computer”. Volunteer Information Exchange 5 (8), 2–3. o.
- Infield (1968. április 1.). „Science and inventions: A Computer in the Basement?” (angol nyelven). Popular Mechanics 129 (4), 77–79, 209, 229. o.
- (1994) „Anecdotes: Electronic Computer for Home Operation (ECHO): The First Home Computer”. IEEE Annals of the History of Computing 16 (3), 59–61. o. DOI:10.1109/mahc.1994.10011. ISSN 1058-6180.